# Ernest Daudet

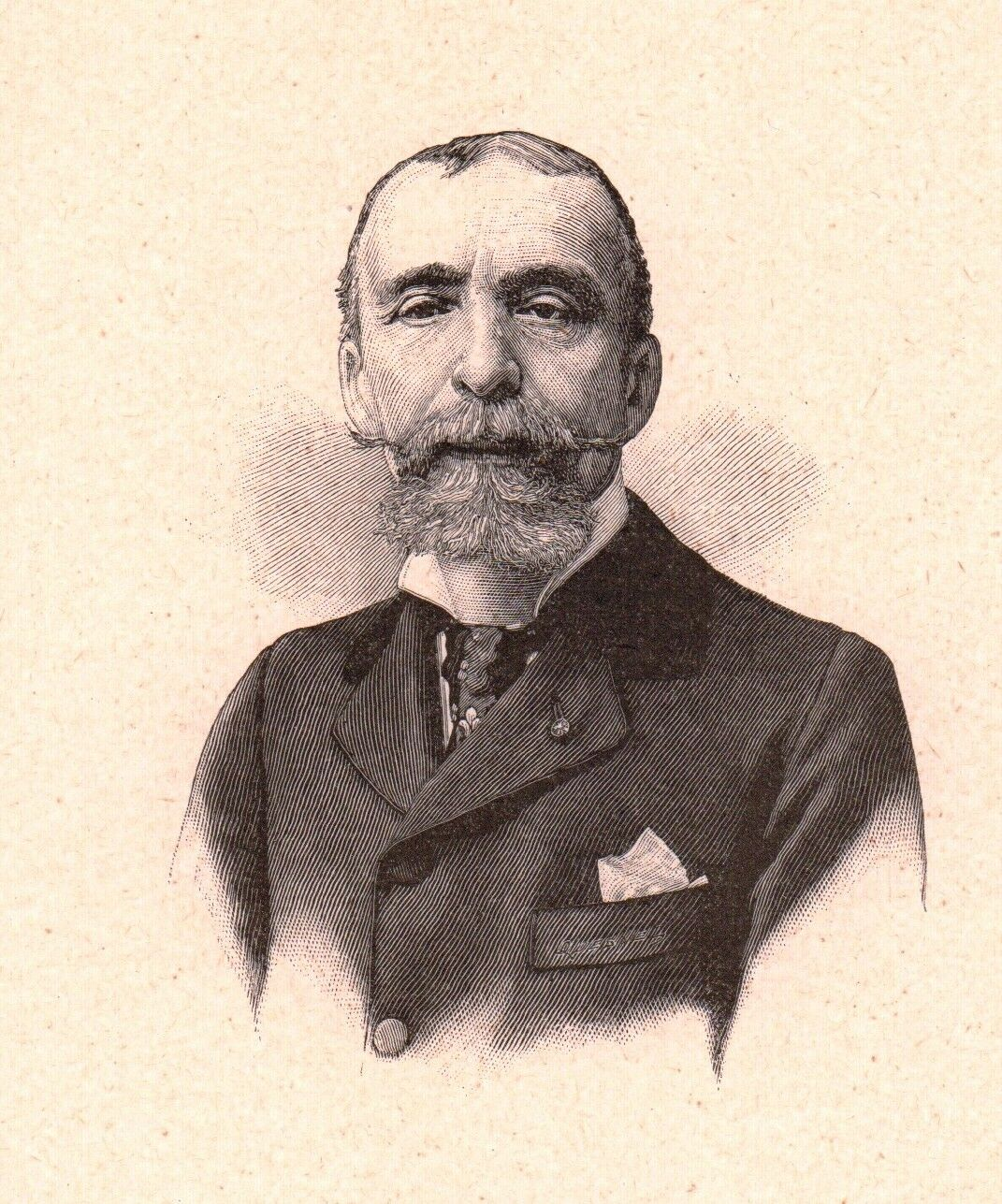
Ernest Daudet

Ernest Daudet (31. květen 1837, Nîmes – 21. srpen 1921, Les Petites-Dalles) byl francouzský spisovatel a novinář. Jeho mladším bratrem byl Alphonse Daudet.

## Životopis
Odešel z rodného kraje do Paříže, kde působil jako novinář u různých novin. Psal články o městě i venkově, často pod pseudonymem. Současně pracoval jako tajemník u francouzského senátu. Jako spisovatel vydal víc než 60 beletrií a asi 45 historických prací.

## Dílo
Romány
- Thérèse (1859)
- Les Duperies de l’amour (1865)
- Les Douze Danseuses du château de Lamôle. Une liaison littéraire. John Stewart. Frédéric et Julie (1867)
- La Succession Chavanet (2 svazky, 1867)
- Marthe Varadès (1868)
- La Succession Chavanet (1868)
- Le Missionnaire (1869)
- Le Prince Pogoutzine (1869)
- Les Soixante-et-Une Victimes de la Glacière (1869)
- Le Roman d'une jeune fille (1869)
- Jean-le-Gueux (1870)
- Les Dames de Ribeaurpix (1872)
- Fleur de péché (1872)
- Le Roman de Delphine (1873)
- Un mariage tragique (1873)
- Les Aventures de Raymond Rocheray (1875)
- La Vénus de Gordes, spoluautor Adolphe Belot (1875)
- La Petite Sœur (1875)
- La Baronne Amalti (1877)
- Le Crime de Jean Malory (1877)
- Daniel de Kerfons, confession d'un homme du monde (2 svazky, 1877)
- La Marquise de Sardes (1878)
- Clarisse (1879)
- L'Aventure de Jeanne (1879)
- Dolorès (1879)
- Madame Robernier (1879)
- La Maison de Graville (1880)
- Le Fils de ces dames (1880)
- Les Amoureux de Juliette (1880)
- Les Aventures des trois jeunes Parisiennes (1880)
- Robert Darnetal (1880)
- Le Mari (1880)
- Le Lendemain du pêché (1881)
- Mon Frère et moi (1882)
- La Caissière (1882)
- Défroqué (1882)
- Pervertis (1882)
- La Carmélite (1883)
- Le Père de Salviette (1883)
- Zahra Marsy (1883)
- Mademoiselle Vestris, histoire d'une orpheline (1883)
- Aventures de femmes (1885)
- Les Reins cassés (1885)
- Gisèle Rubens (1887)
- Fils d'émigrés (1890)
- Le Gendarme excommunié ; Cruautés de femmes ; Madeleine Bonafous (1891) (1891)
- À l'entrée de la vie (1892)
- Mademoiselle de Circé, roman d'une conspiration sous le premier Empire, 1805–1806 (1893)
- Aveux de femme (1894)
- La Vénitienne (1894)
- Un amour de Barras. Nuit de noces. Aventure d'émigré. Représailles. Une nuit de Noël. Une matinée de Fouché. Le Roman d'un complot (1895)
- Drapeaux ennemis  (1895)
- Doux Raphaël (1895)
- Les Fiançailles tragiques (1896)
- Pauline Fossin (1897)
- Rolande et Andrée (1897)
- La Mongautier, roman des temps révolutionnaires (1897)
- Fléau qui passe (1900)
- Nini-la-Fauvette (1903)
- Expiatrice (1904)
- L'Espionne (1905)
- Poste restante (1908)
- La Course à l'abîme (1909)
- Une Idylle dans un drame (1910)
- Les Rivaux, roman en époques, 1795-1815-1830 (1910)
- Le Mauvais Arbre sera coupé (1910)
- Beau-Casque, roman des temps révolutionnaires (1910)

Historie
- Le Cardinal Consalvi (1866)
- L'Agonie de la Commune, Paris à feu et à sang (24-29 mai 1871) (1871)
- Trois mois d'histoire contemporaine. La Vérité sur l'essai de restauration monarchique. Événements qui se sont accomplis du 5 août au 5 novembre 1873 (1873)
- Le Ministère Martignac (1875)
- Le Procès des ministères (1875)
- Les Grands épisodes de la monarchie constitutionnelle. Le Procès des ministres (1830), d'après les pièces officielles et des documents inédits (1877)
- Henriette, fragments du journal du marquis de Boisguerny, député (1877)
- La Terreur blanche, épisodes et souvenirs de la réaction dans le Midi en 1815, d'après des souvenirs contemporains et des documents inédits (1878)
- Souvenirs de la présidence du maréchal de Mac-Mahon (1881)
- Histoire des conspirations royalistes du Midi sous la Révolution (1790–1793), d'après les publications contemporaines, les pièces officielles et les documents inédits, (1881)
- Histoire de la Restauration (1882)
- Les Émigrés de la seconde coalition (1882)
- Histoire de l'émigration. Les Bourbons et la Russie pendant la Révolution française (1886)
- Histoire de l'émigration. Les émigrés et la seconde coalition, 1797–1800 (1886)
- Les Bourbons et la Russie pendant la Révolution française (1888)
- Histoire de l'émigration. Coblentz, 1789–1793 (1889)
- Mémoires du temps de Louis XIV, par Du Causé de Nazelle (1889)
- La Police et les chouans sous le Consulat et l'Empire, 1800–1815 (1893)
- Histoire diplomatique de l'alliance franco-russe (1893)
- Les Coulisses de la société parisienne (2 svazky, 1893)
- Le Duc d'Aumale, 1822–1897 (1898)
- Les Deux évêques (1899)
- Louis XVIII et le duc Decazes, 1815–1820, d'après des documents inédits (1899)
- La Conjuration de Pichegru et les complots royalistes du Midi et de l'Est, 1795–1797, d'après des documents inédits (1901)
- Conspirateurs et comédiennes, épisodes d'histoire d'après des documents inédits, 1796–1825 (1902)
- Une vie d'ambassadrice au siècle dernier. La princesse de Lieven (1903)
- Le Roman d'un conventionnel. Hérault de Séchelles et les dames de Bellegarde, d'après des documents inédits (1904)
- Histoire de l'émigration pendant la Révolution française (3 svazky, 1904–1907)
- Au temps de l'Empereur, récits d'une grand'mère (1907)
- Lettres du Cte Valentin Esterhazy à sa femme (1907)
- Joseph de Maistre et Blacas, leur correspondance inédite et l'histoire de leur amitié, 1804–1820 (1908)
- L'Exil et la mort du général Moreau (1909)
- L'Ambassade du duc Decazes en Angleterre (1820–1821) (1910)
- À travers trois siècles (1911)
- Les Complices des auteurs de la guerre. I. Ferdinand Ier, tsar de Bulgarie (1912)
- La Chronique de nos jours, notes et souvenirs pour servir à l'histoire (1912)
- Tragédies et comédies de l'histoire, récits des temps révolutionnaires (1912)
- Un drame d'amour à la cour de Suède, 1784–1795 (1913)
- Vingt-cinq ans à Paris, 1826–1850. Journal du comte Rodolphe Apponyi (3 svazky, 1913–1914)
- De la Terreur au Consulat, récits romanesques et tragiques en marge des temps révolutionnaires (1914)
- Journal de Victor de Balabine, secrétaire de l'ambassade de Russie [Texte imprimé] : Paris de 1842 à 1852, la cour, la société, les moeurs. 1842–1847 (1914)
- Les Auteurs de la guerre de 1914 (1916)
- La France et l'Allemagne après le Congrès de Berlin (2 svazky, 1918–1919)
- Soixante années du règne des Romanov (1919)
- L'Avant-dernier Romanoff. Alexandre III (1920)

Divadlo
- Marthe, koedie, Paříž, Théâtre d'application, 30. května 1890
- Un drame parisien, Paříž, Théâtre du Gymnase, 27. září 1892.

Paměti
- Mon frère et moi, souvenirs d'enfance et de jeunesse (1882)
- Mes chroniques de 1915 et 1916, pages d'histoire en marge de la guerre (1917)
- Souvenirs de mon temps. I. Débuts d'un homme de lettres. 1857–1861 (1921)